# Conrad Nagel

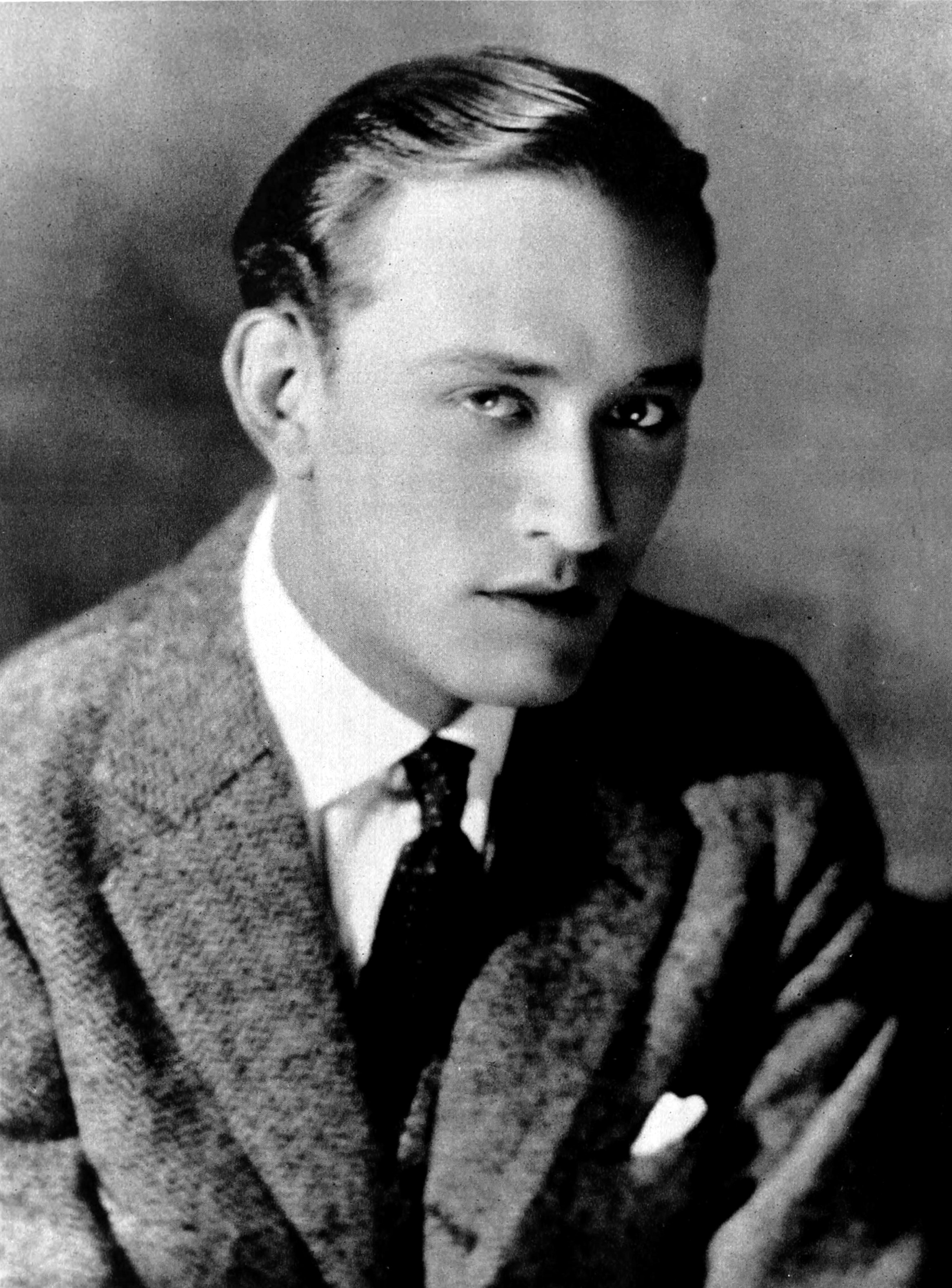
Conrad Nagel (1922)

Conrad Nagel (* 16. März 1897 in Keokuk, Iowa; † 24. Februar 1970 in New York City) war ein US-amerikanischer Schauspieler, der im Stummfilm und Tonfilm den Höhepunkt seiner Popularität erreichte. Er war Gründungsmitglied und Präsident der Academy of Motion Picture Arts and Sciences. Sein filmisches Schaffen umfasst mehr als 140 Film- und Fernsehproduktionen zwischen 1918 und 1967.

## Leben und Karriere
Nagels Eltern waren beide professionelle Musiker. Nachdem Nagel das College absolviert hatte, begann er mit 17 Jahren mit Theaterauftritten und spielte 1918 am Broadway in dem Stück Forever After. Ebenfalls 1918 hatte er seine erste Filmrolle als Laurie Laurence in einer Adaption von Louisa May Alcotts Klassiker Little Women. Fortan arbeitete Nagel regelmäßig in Hollywood, wo es nach seiner Aussage in seiner Ankunftszeit noch kein anständiges Restaurant gegeben habe, da die Filmindustrie sich dort erst gerade etablierte. Zu einem Filmstar wurde der blonde, blauäugige Darsteller 1920 mit seinem Auftritt in The Fighting Chance an der Seite von Anna Q. Nilsson. In seiner Laufbahn spielte Nagel an der Seite aller großen weiblichen Stars der Zeit, darunter Pola Negri, Gloria Swanson, Norma Shearer, Lillian Gish, Bette Davis und Greta Garbo. Dabei wurde Nagel oftmals im Rollenfach des kultivierten und sensiblen Liebhabers eingesetzt. 1927 spielte er unter der Regie von Tod Browning neben Lon Chaney und Henry B. Walthall in dem verschollenen Horrorfilm Um Mitternacht.
Ebenfalls 1927 hatte Nagel zusammen mit Fred Niblo und Louis B. Mayer die Idee zur Gründung der Academy of Motion Picture Arts and Sciences, die bis heute jährlich die Oscars vergibt. Von 1932 bis 1933 amtierte Nagel als Präsident der Academy. Außerdem fungierte er in den Jahren 1930, 1932 und 1953 als Moderator der Oscarverleihung. In den 1930er-Jahren unterstützte Nagel die Gründung der Schauspielergewerkschaft Screen Actors Guild.
Nagel gelang Ende der 1920er-Jahre im Gegensatz zu anderen Stummfilmstars der Übergang in den Tonfilm ohne Probleme, da er eine gute Stimme besaß. Im Verlauf der 1930er-Jahre spielte er weitere Hauptrollen und inszenierte 1937 mit Love Takes Flight auch einen Kinofilm, aber sein Erfolg ließ allmählich nach. Nach 1940 trat er nur noch sporadisch in Hollywood-Filmen auf und dann auch eher in Charakterrollen. Einen seiner späten Filmauftritte hatte er 1955 als gesetzter Verehrer von Jane Wymans Hauptfigur im Melodram Was der Himmel erlaubt. Nagels gesellschaftliches Engagement, schauspielerische Auftritte in Radio, Fernsehen und beim Theater sowie diverse Moderationstätigkeiten ließen ihn aber beschäftigt bleiben. Von 1937 bis 1947 war er Gastgeber der Radioshow Silver Theater, später von 1949 bis 1952 Gastgeber der Fernsehgameshow Celebrity Time. Am Broadway spielte Nagel in den 1940er-Jahren in Thornton Wilders Wir sind noch einmal davongekommen und in der Bühnenkomödie State of the Union.
Zuletzt stand Nagel 1967 für eine Fernsehserie vor der Kamera, insgesamt umfasst sein filmisches Schaffen über 140 Film- und Fernsehproduktionen in fast einem halben Jahrhundert. 1940 erhielt er einen Ehrenoscar für seine ehrenamtliche Arbeit für den Motion Picture Relief Fund, der notleidende Schauspieler unterstützt. Nagel wurde für seine Arbeit bei Film, Radio und Fernsehen mit drei Sternen auf dem Hollywood Walk of Fame ausgezeichnet. Nagel war dreimal verheiratet, darunter mit der Schauspielerin Lynn Merrick, wobei alle Ehen geschieden wurden. Bei seinem Tod 1970 hinterließ er eine Tochter und einen Sohn.

## Filmografie (Auswahl)
- 1918: Little Women
- 1919: The Lion and the Mouse
- 1920: The Fighting Chance
- 1921: Die Todesprinzessin (Fool’s Paradise)
- 1922: The Impossible Mrs. Bellew
- 1924: Der Garten der Sünde (Sinners in Silk)
- 1924: Der Ehe ewiges Einerlei (So This Is Marriage?)
- 1924: Liebesurlaub einer Königin (Three Weeks)
- 1924: Wer war der Vater? (Name the Man)
- 1925: Zwei Personen suchen einen Pastor (Excuse Me)
- 1925: Pretty Ladies
- 1926: Der verheiratete Junggeselle (Dance Madness)
- 1926: Memory Lane
- 1927: Im stillen Gässchen (Quality Street)
- 1927: Um Mitternacht (London After Midnight)
- 1927: Razzia (The Girl from Chicago)
- 1928: Die Bankräuber von New York (Tenderloin)
- 1928: Die Liebe der Betty Patterson (Glorious Betsy)
- 1928: The Michigan Kid
- 1928: Der Krieg im Dunkel (The Mysterious Lady)
- 1929: The Idle Rich
- 1929: The Thirteenth Chair
- 1929: Der Kuss (The Kiss)
- 1929: Dynamit (Dynamite)
- 1929: The Hollywood Revue of 1929
- 1930: Jenseits des Lebens (Redemption)
- 1930: Die Frau für alle (The Divorcee)
- 1930: Du Barry, Woman of Passion
- 1931: East Lynne
- 1931: The Bad Sister
- 1931: Wolkenstürmer (Hell Divers)
- 1931: Der Sohn des Rajah (Son of India)
- 1932: Kongo
- 1932: Frechheit siegt (Fast Life)
- 1933: Ann Vickers
- 1934: The Marines Are Coming
- 1935: Das Rätsel von Zimmer 309 (One New York Night)
- 1936: Yellow Cargo
- 1937: Love Takes Flight (als Regisseur)
- 1939: The Mad Empress
- 1940: Tumak, der Herr des Urwalds (One Million B.C.)
- 1945: Adventures of Rustie
- 1948: Stage Struck
- 1955: Was der Himmel erlaubt (All That Heaven Allows)
- 1957: In letzter Minute (Hidden Fear)
- 1959: Ein Fremder in meinen Armen (A Stranger in My Arms)
- 1959: Über den Gassen von Nizza (The Man Who Understood Women)
- 1960–1962: Route 66 (Fernsehserie, 3 Folgen)
- 1961: Perry Mason (Fernsehserie, 1 Folge)
- 1962: Rauchende Colts (Gunsmoke, Fernsehserie, 1 Folge)
- 1962–1965: Preston & Preston (The Defenders, Fernsehserie, 3 Folgen)
- 1967: ABC Stage 67 (Fernsehserie, 1 Folge)